# Dva bileta na dnevnoj seans
Dva bileta na dnevnoj seans (russisk: Два билета на дневной сеанс) er en sovjetisk spillefilm fra 1966 af Gerbert Rappaport.

## Medvirkende
- Aleksandr Zbrujev som Aljosjin
- Zemfira Tsakhilova som Tonja
- Igor Gorbatjov som Nikolajev
- Pjotr Gorin som Shondysj
- Aleksej Kozjevnikov som Andrejev